# رقم إي

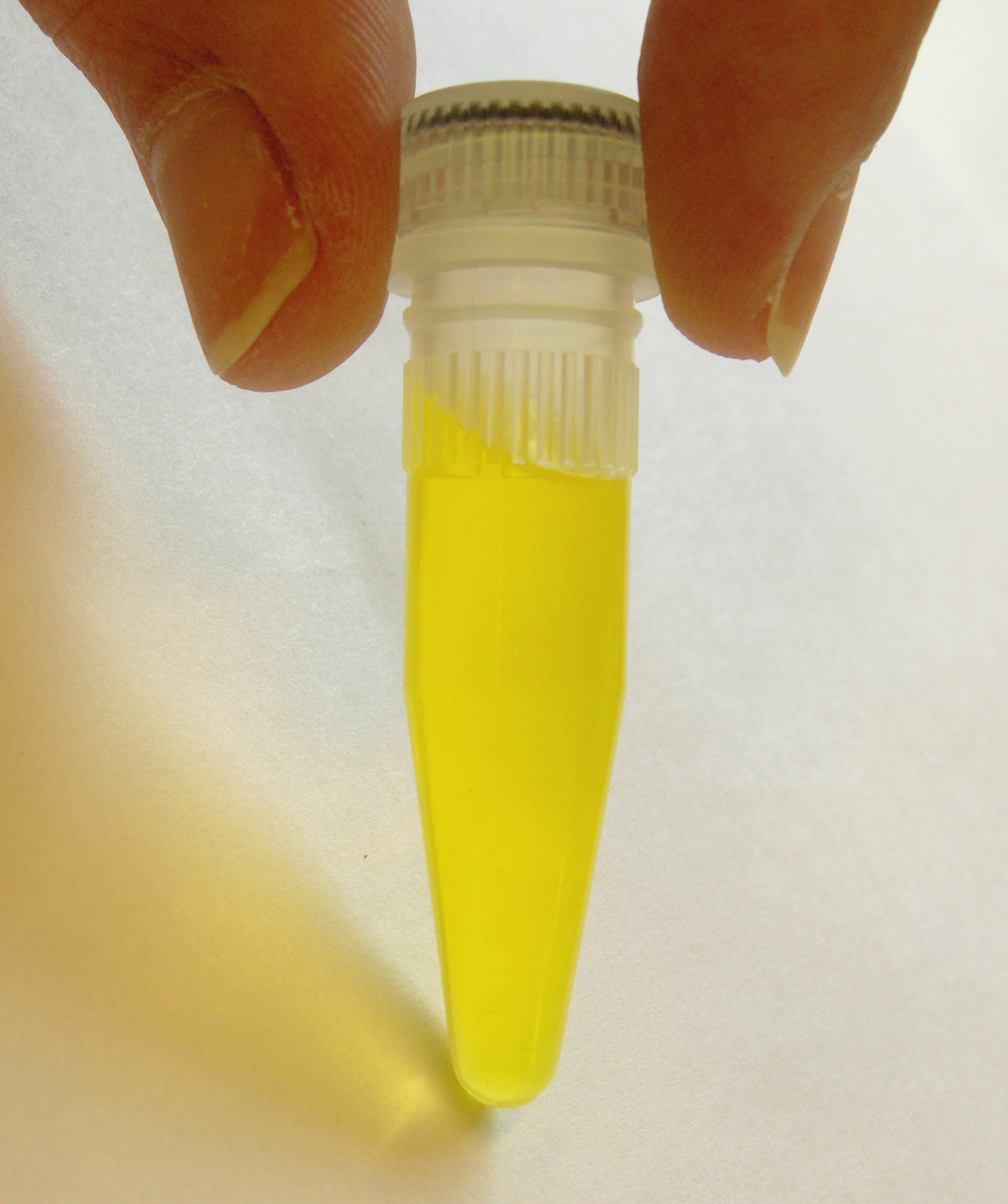
محلول من الرايبوفلافين E101 (المعروف أيضًا بفيتامين ب2)

أرقام إي (E Numbers) هي رموز لكيميائيات يمكن استخدامها على شكل مضافات غذائية ضمن الاتحاد الأوروبي وسويسرا (يرمز الحرف "E" إلى كلمة أوروبا Europe). توجد هذه الرموز عادة على بطاقات الأطعمة في أرجاء الاتحاد الأوروبي، وتقع مهمة تقييم وإجازة مستوى السلامة على عاتق الهيئة الأوروبية لسلامة الأغذية.
جرى الاتفاق على إيجاد قائمة واحدة وموحّدة للمضافات الغذائية في 1962م بدءًا مع الملونات، وأُضيفت تنظيمات للمواد الحافظة في 1964م، ولمضادات التأكسد في 1970م، ولعوامل الاستحلاب والمثبتات والمغلظات وعوامل الغروية في 1974م.

## آلية الترقيم
تتبع آلية الترقيم آلية نظام الترقيم العالمي (بالإنجليزية: International Numbering System)‏ المحدد من قبل لجنة الدستور الغذائي، بالرغم من أن جزءًا فقط من المضافات في نظام الترقيم العالمي مجازٌ استخدامها داخل الاتحاد الأوروبي على أنها مضافات غذائية. يمكن أيضًا العثور على أرقام إي على بطاقات الأطعمة في مناطق أخرى مثل دول مجلس التعاون الخليجي وأستراليا ونيوزيلندا وإسرائيل، ووجودها في ازدياد - رغم ندرته - على الأغلفة في شمال أمريكا، خصوصًا في كندا على المنتجات المستوردة من أوروبا.

## الاستخدام العامي
في بعض البلدان الأوروبية يستخدم مصطلح «رقم إي» بصورة غير رسمية لازدراء المضافات الغذائية الصناعية، فتسوّق المنتجات لنفسها على أنها «خالية من أرقام إي». لكن حيث أن العديد من مكونات الأطعمة الطبيعية لديها أرقام إي (والرقم هو مجرد تسمية للتركيب الكيميائي) مثل فيتامين ج (E300) وليكوبين (E160d)، فهذا غير صحيح، لكن المقصد كما يظهر أن قائمة المكونات لاتحمل مضافات غذائية برقم إي، أي لم تُضف عمدًا أي مواد في صورتها النقية.

## التصنيف بحسب الأرقام
| مدى رقم إي                                   | المدى الثانوي | التعليقات                                                       |
| -------------------------------------------- | ------------- | --------------------------------------------------------------- |
| 100–199 الملونات                             | 100–109       | الأصفر                                                          |
| 100–199 الملونات                             | 110–119       | البرتقالي                                                       |
| 100–199 الملونات                             | 120–129       | الأحمر                                                          |
| 100–199 الملونات                             | 130–139       | الأزرق والبنفسجي                                                |
| 100–199 الملونات                             | 140–149       | الأخضر                                                          |
| 100–199 الملونات                             | 150–159       | البني والأسود                                                   |
| 100–199 الملونات                             | 160–199       | الذهبي والألوان الأخرى                                          |
| 200–299 مواد حافظة                           | 200–209       | السوربات                                                        |
| 200–299 مواد حافظة                           | 210–219       | البنزوات                                                        |
| 200–299 مواد حافظة                           | 220–229       | السلفيت                                                         |
| 200–299 مواد حافظة                           | 230–239       | الفينولات والفورمات (الميثونوات)                                |
| 200–299 مواد حافظة                           | 240–259       | النيترات                                                        |
| 200–299 مواد حافظة                           | 260–269       | الخلات (الإيثونوات)                                             |
| 200–299 مواد حافظة                           | 270–279       | اللاكتات                                                        |
| 200–299 مواد حافظة                           | 280–289       | البروبانوات (البروبيونات)                                       |
| 200–299 مواد حافظة                           | 290–299       | أخرى                                                            |
| 300–399 مضادات تأكسد ومنظمات حموضة           | 300–305       | الأسكوربات (فيتامين ج)                                          |
| 300–399 مضادات تأكسد ومنظمات حموضة           | 306–309       | توكوفيرول (فيتامين إي)                                          |
| 300–399 مضادات تأكسد ومنظمات حموضة           | 310–319       | الغالات والأريثوبات                                             |
| 300–399 مضادات تأكسد ومنظمات حموضة           | 320–329       | اللاكتات                                                        |
| 300–399 مضادات تأكسد ومنظمات حموضة           | 330–339       | السترات والطرطرات                                               |
| 300–399 مضادات تأكسد ومنظمات حموضة           | 340–349       | الفوسفات                                                        |
| 300–399 مضادات تأكسد ومنظمات حموضة           | 350–359       | المالات والأديبات                                               |
| 300–399 مضادات تأكسد ومنظمات حموضة           | 360–369       | السوكسينات والفيومارات                                          |
| 300–399 مضادات تأكسد ومنظمات حموضة           | 370–399       | أخرى                                                            |
| 400–499) مثخنات ومواد حافظة ومستحلبات        | 400–409       | الألجينات                                                       |
| 400–499) مثخنات ومواد حافظة ومستحلبات        | 410–419       | أصماغ طبيعية                                                    |
| 400–499) مثخنات ومواد حافظة ومستحلبات        | 420–429       | مواد طبيعية أخرى                                                |
| 400–499) مثخنات ومواد حافظة ومستحلبات        | 430–439       | مركبات بولي أثيلين غلايكول                                      |
| 400–499) مثخنات ومواد حافظة ومستحلبات        | 440–449       | مستحلبات طبيعية                                                 |
| 400–499) مثخنات ومواد حافظة ومستحلبات        | 450–459       | الفوسفات                                                        |
| 400–499) مثخنات ومواد حافظة ومستحلبات        | 460–469       | مركبات السليولوز                                                |
| 400–499) مثخنات ومواد حافظة ومستحلبات        | 470–489       | الأحماض الدهنية ومركباتها                                       |
| 400–499) مثخنات ومواد حافظة ومستحلبات        | 490–499       | أخرى                                                            |
| 500–599 منظمات الأس الهيدروجيني ومضادات تكتل | 500–509       | الأحماض المعدنية والقواعد                                       |
| 500–599 منظمات الأس الهيدروجيني ومضادات تكتل | 510–519       | الكلوريدات والكبريتات                                           |
| 500–599 منظمات الأس الهيدروجيني ومضادات تكتل | 520–529       | الكبريتات والهيدروكسيدات                                        |
| 500–599 منظمات الأس الهيدروجيني ومضادات تكتل | 530–549       | مركبات الفلزات القلوية                                          |
| 500–599 منظمات الأس الهيدروجيني ومضادات تكتل | 550–559       | السيليكات                                                       |
| 500–599 منظمات الأس الهيدروجيني ومضادات تكتل | 570–579       | الستيارات والغلوكونات                                           |
| 500–599 منظمات الأس الهيدروجيني ومضادات تكتل | 580–599       | أخرى                                                            |
| 600–699 منكهات                               | 620–629       | الغلوتاماتوالغوانيلات                                           |
| 600–699 منكهات                               | 630–639       | الآينوسينات                                                     |
| 600–699 منكهات                               | 640–649       | أخرى                                                            |
| 700–799 المضادات الحيوية                     | 700–713       |                                                                 |
| 900–999 متنوعة                               | 900–909       | شمع                                                             |
| 900–999 متنوعة                               | 910–919       | مواد صقل                                                        |
| 900–999 متنوعة                               | 920–929       | مواد تحسين                                                      |
| 900–999 متنوعة                               | 930–949       | غازات تعبئة                                                     |
| 900–999 متنوعة                               | 950–969       | محليات                                                          |
| 900–999 متنوعة                               | 990–999       | مواد رغوة                                                       |
| 1100–1599 مواد كيميائية إضافية               | 1100–1599     | المواد الكيميائية الجديدة التي لا تندرج في خطط التصنيف القياسية |

ملاحظة: ليس كل الأمثلة لفئة معينة تقع في نطاق رقمي معين. فالعديد من المواد الكيميائية، وخاصة في نطاق إي400-499، لها مجموعة متنوعة من الأغراض.